# Tomislav Ivić
Tomislav Ivić (Split, Croacia, 30 de junio de 1933-24 de junio de 2011) fue un jugador y entrenador de fútbol croata que desarrolló su carrera, principalmente como técnico, durante treinta y siete años en clubes de toda Europa.
Ivić dirigió equipos en 14 países diferentes, formando parte del equipo técnico de cuatro selecciones nacionales. Como entrenador ganó títulos en siete países (Yugoslavia, Holanda, Bélgica, Portugal, España, Francia y Arabia Saudí), donde obtuvo siete ligas y siete copas, además de una Supercopa de Europa y una Intercontinental, ambas en 1987 dirigiendo al Oporto.
La Gazzetta dello Sport lo proclamó como el entrenador más laureado de la historia, al ganar siete ligas en cinco países diferentes. Este hito solamente es igualado por el belga Eric Gerets, el italiano Carlo Ancelotti y el uruguayo Jorge Fossati.

## Trayectoria

### Jugador
| Club             | País       | Año       |
| ---------------- | ---------- | --------- |
| RNK Split        | Yugoslavia | 1953-1957 |
| HNK Hajduk Split | Yugoslavia | 1957-1963 |

### Entrenador
| Club                                | País                                | Año       |
| ----------------------------------- | ----------------------------------- | --------- |
| RNK Split                           | Yugoslavia                          | 1967-1968 |
| HNK Hajduk Split "B"                | Yugoslavia                          | 1968-1972 |
| HNK Šibenik                         | Yugoslavia                          | 1972-1973 |
| Selección de Yugoslavia             | Selección de Yugoslavia             | 1973-1974 |
| HNK Hajduk Split                    | Yugoslavia                          | 1973-1976 |
| Ajax Ámsterdam                      | Países Bajos                        | 1976-1978 |
| HNK Hajduk Split                    | Yugoslavia                          | 1978-1980 |
| Anderlecht                          | Bélgica                             | 1980-1983 |
| Galatasaray                         | Turquía                             | 1983-1984 |
| Dinamo de Zagreb                    | Yugoslavia                          | 1984-1985 |
| Avellino                            | Italia                              | 1985-1986 |
| Panathinaikos                       | Grecia                              | 1986      |
| HNK Hajduk Split                    | Yugoslavia                          | 1986-1987 |
| Oporto                              | Portugal                            | 1987-1988 |
| París Saint-Germain                 | Francia                             | 1988-1990 |
| Atlético de Madrid                  | España                              | 1990-1991 |
| Olympique de Marsella               | Francia                             | 1991      |
| Benfica                             | Portugal                            | 1992      |
| Oporto                              | Portugal                            | 1993-1994 |
| Selección de Croacia                | Selección de Croacia                | 1994-1995 |
| Mónaco                              | Francia                             | 1995      |
| Fenerbahçe                          | Turquía                             | 1995      |
| Selección de Emiratos Árabes Unidos | Selección de Emiratos Árabes Unidos | 1995-1996 |
| Al Wasl                             | Emiratos Árabes Unidos              | 1996      |
| HNK Hajduk Split                    | Croacia                             | 1997      |
| Selección de Irán                   | Selección de Irán                   | 1998      |
| Standard Lieja                      | Bélgica                             | 1998-1999 |
| Standard Lieja                      | Bélgica                             | 2000      |
| Olympique de Marsella               | Francia                             | 2001      |
| Al-Ittihad                          | Arabia Saudita                      | 2003-2004 |

## Palmarés

### Como entrenador

#### Torneos nacionales
| Título                               | Club                  | País           | Año     |
| ------------------------------------ | --------------------- | -------------- | ------- |
| Copa de Yugoslavia                   | HNK Hajduk Split      | Yugoslavia     | 1971-72 |
| Copa de Yugoslavia                   | HNK Hajduk Split      | Yugoslavia     | 1973    |
| Primera Liga de Yugoslavia           | HNK Hajduk Split      | Yugoslavia     | 1973-74 |
| Copa de Yugoslavia                   | HNK Hajduk Split      | Yugoslavia     | 1974    |
| Primera Liga de Yugoslavia           | HNK Hajduk Split      | Yugoslavia     | 1974-75 |
| Copa de Yugoslavia                   | HNK Hajduk Split      | Yugoslavia     | 1975-76 |
| Primera Liga de Yugoslavia           | HNK Hajduk Split      | Yugoslavia     | 1978-79 |
| Eredivisie                           | Ajax Ámsterdam        | Países Bajos   | 1976-77 |
| Primera División de Bélgica          | Anderlecht            | Bélgica        | 1980-81 |
| Liga portuguesa                      | Fútbol Club Oporto    | Portugal       | 1987-88 |
| Copa de Portugal                     | Fútbol Club Oporto    | Portugal       | 1987-88 |
| Ligue 1                              | Olympique de Marsella | Francia        | 1991-92 |
| Copa del Príncipe de la Corona Saudí | Al-Ittihad            | Arabia Saudita | 2003-04 |

#### Torneos internacionales
| Título                | Club               | Sede   | Año  |
| --------------------- | ------------------ | ------ | ---- |
| Copa Intercontinental | Fútbol Club Oporto | Tokio  | 1987 |
| Supercopa de Europa   | Fútbol Club Oporto | Oporto | 1987 |